# Robert Andersen (guldgraver)
Robert Andersen (født 6. august 1851 i Østerhuse på Langeland, død 17. december 1945 på Østerbro i København) var en dansk guldgraver og eventyrer.

## Barndom
Robert Andersen blev født som Rasmus Andersen d. 6. august 1851 i den lille bebyggelse Østerhuse ved Lohals på nordspidsen af Langeland. Han var det andet af Anders Rasmussen og Laurentine Petersdatters fire børn. Det lå i kortene, at Robert Andersen skulle være landmand som sin far eller fisker eller sømand, som mange af de andre mænd i området. Men Robert Andersen havde en stor udlængsel, der i første omgang blev tilfredsstillet ved sejlture i de danske farvande med frisk frugt og telegrafpæle med sin farbror Niels Sørensen ombord på hans lille jagt "De Syv Søskende".

## Til søs
Efter få år i de danske farvande med sin farbror trak større eventyr i Robert Andersen. Efter sin konfirmation i 1865 tog han derfor med sine forældres velsignelse hyre på et sejlskib, der sejlede fragt til England. Efter den første tur med skibet gik han dog fra borde pga. lav løn og ussel forplejning. Det skulle vise sig at være Robert Andersens held, da skibet på sin næste tur forliste og alle ombord druknede. Herefter tog Robert Andersen hyre på Nordlyset, der sejlede til Grønland. Efter et par ture med dette skib, tog han hyre på barken Kongen af Danmark, der sejlede med fragt til den amerikanske delstat Georgia. Efter overstået værnepligt i ombord på skruekorvetten Heimdal i 1873 tog Robert Andersen hyre på barken Berring of Boston, der skulle sejle fra Hamburg til den østligste del af Sibirien og tilbage til San Francisco, en tur på i alt 173 dage. Efter denne tur havde Robert Andersen fået nok af det hårde liv på havet. Den 24. oktober 1874, 23 år gammel, ankom han til San Francisco og slog snart ind på det guldgraverliv, der skulle blive hans livsprojekt.

## 1874-87: Amerika - Sølvfund
Efter Robert Andersens landgang i San Francisco i 1874 brugte han de følgende 13 år på at uddanne sig som sølv- og guldgraver. Først tog han et job som minearbejder i Calaveras County ca. 150 km øst for San Francisco, men efter otte måneders hårdt arbejde uden løn forlod han jobbet. Herefter arbejdede han en kort periode for en af de store hvedekonger i Sacramentodalen. Omkring 1875 blev Robert Andersen ansat ved Southern Pacific Railroad, der var ved at konstruere jernbanen mellem San Francisco og San Diego. Han blev ansat til at sprænge tunneller ved Tehichipa i Sierra Nevada-bjergkæden. Efter ca. halvandet år forlod Robert Andersen sin stilling med penge på lommen og erfaringer, han kunne bruge i sit videre sølv- og guldgraverliv.
Første forsøg på at finde sølv på egen hånd fandt sted i Arizona i 1877-1878, men Robert Andersen havde ikke heldet med sig. Han tog derfor i 1878 endnu engang arbejde i en mine, denne gang i Bodi i Californien, i dag en af de mest kendte spøgelsesbyer i Amerika. Herefter rejste Robert Andersen senere i 1878 til Leadville i Colorado med en bekendt for at søge efter sølv. Efter flere ufrugtbare måneder fandt de endelig en stor sølvforekomst og etablerede en mine, som de drev et par år, inden de i 1881 solgte den. Efter et tip fra en tidligere kollega ved jernbanen rejste Robert Andersen til Mojaveørkenen og byen Calico i Californien. Her købte han en rig sølvmine af en polak og drev den frem til 1887. Robert Andersen havde nu hørt rygter om et stort guldfund i Sydafrika, som han gerne ville se nærmere på. Inden rejsen til Sydafrika besøgte han bl.a. New York og London og nåede også en tur forbi sine forældre på Langeland. Besøget kom Robert Andersen til at værdsætte resten af sit liv, da det blev sidste gang han så sin far, der døde få måneder senere.

## 1887-96: Afrika - På jagt efter Kong Salomons Miner
Robert Andersen ankom til Cape Town i Kapkolonien, en del af nutidens Sydafrika, i 1887, kun et år efter de store guldfund ved Witwatersrand. Det var hans første besøg på det afrikanske kontinent. Efter et kort besøg ved diamantminerne i Kimberly fortsatte han rejsen til den lille teltlejr med omkring 100 mænd ved det nye guldfund. Robert Andersen kunne se at guldfundet var endog meget stort, men guldet var svært at udvinde med datidens metoder. Robert Andersen afslog derfor de mange muligheder for at købe billige minelicenser. Det skulle han senere kalde den største fejltagelse han havde begået i sit liv. Det viste sig nemlig kort tid efter Robert Andersens besøg, at man med nye metoder kunne udvinde guldet fra minerne ved Witwatersrand og det stod klart at der var tale om det største guldfund nogensinde på daværende tidspunkt. Teltlejren ved guldminerne voksede derefter hastigt og snart var der skabt en by. Byen blev navngivet Johannesburg og er i dag en af verdens største byer.

Tilbage i Amerika fik Robert Andersen gennem en gammel ven et job med at passe en sølvmine i Mexico. Her fik han omkring 1889 mulighed for at læse Sir Henry Rider Haggards bestseller Kong Salomons Miner udgivet i 1885. Han blev så grebet af ideen om at finde de store skatte som bogen beskriver og var overbevist om at Kong Salomons Miner måtte findes i virkeligheden. Stedet han ville søge var i Matabeleland, der i dag ligger i det sydvestlige Zimbabwe, i de ruiner vi i dag kender som Great Zimbabwe. Uro i området gjorde dog at Robert Andersen først i 1894, 42 år gammel, igen vendte tilbage til Afrika, denne gang med målet om at finde de sagnomspundne miner.

## 1896-97: Australien - Forgæves søgen efter guld
Robert Andersen brugte et halvt år på at komme sig over tiden i Afrika, dels i London og dels hjemme i Danmark. Han ankom med damper til Perth i det sydvestlige Australien i 1896. Hvor de fleste store guldfund mellem 1851 og 1880 blev gjort i det østlige Australien i området nord for Melbourne, blev der i 1892 fundet guld i det vestlige Australien, flere hundrede kilometer ude i ørkenen. Guldfundet blev startskuddet til at håbefulde guldgravere strømmede til området og på få år havde byerne Coolgardie og Kalgoorlie, der ikke havde eksisteret før guldfundene, tusindvis af indbyggere. Robert Andersen håbede at kunne købe minelodder eller investere i andres miner i en af byerne, men indså hurtigt, at det ikke var muligt. Derfor besluttede han sig at rejse ud i de øde, tørre egne af landet, for at gøre sit eget fund. Han ansatte en ung Australier med kendskab til området og på dromedarer drog de afsted mod ødemarken. Her rejsete de rundt i to måneder og søgte efter guld, men uden held. Tilbage i Coolgardie valgte han at opgive eventyret i Australien og i stedet søge nye muligheder for guldfund på Ny Guinea. Han tog derfor jernbanen fra Coolgardie til den lille havneby Freemantle. Herfra rejste han med en lille damper hele vejen langs kysten til Cooktown i Nordøstaustralien. På rejsen fik Robert Andersen lejlighed til at besøge Melbourne, Sydney og Brisbane langs Australiens kyst. Under opholdet i Sydney læste han i aviserne de første telegrammer om store og rige guldfund i grænseområdet mellem Alaska og Canada, i et område der hed Klondike.  
Robert Andersen var tæt på at aflyse sin rejse til Ny Guinea og med det samme begive sig mod de nye fund. Han besluttede sig dog i første omgang at undersøge forholdene på Ny Guinea. Han ankom til Cooktown efter i alt 3 ugers sejlads. Da han står på havnen i Cooktown i bagende hede, tager han dog en beslutning, der skulle ændre hans liv. Han vil alligevel ikke til Ny Guinea. I stedet tager han damperen tilbage til Sydney og efter få dage i byen, hvor han læser mere om fundene i Klondike stiger han ombord på et skib med kurs direkte mod Vancouver, Canada. Efter 3 ugers rejse med korte besøg på Fijiøerne og Hawaii, går han i land i Vancouver i maj 1897.

## 1897-1906: Klondike, Canada - Guldfund og storminedrift
I Klondike ved bredden af Lake Bennet mødte Robert Andersen den amerikanske spejder, eventyrer og major Frederick Russel Burnham. De to kendte hinanden fra Rhodesia. I sine erindringer: Fra Alaska til Kap beskriver Burnham mødet: "I en lejr nogle få hundrede meter fra os, var der en anden mand fra Rhodesia, Andersen hed han - En Skandinav og derfor født sømand; han var sammen med en amerikansk ingeniør Coffey, en tre alens kæmpe med kræfter som en okse."
I Dawson talte Robert Andersen flere gange med den amerikanske journalist og forfatter Jack London. Jack London var 21 år da han ankom til Klondike og opholdet her inspirerede ham til flere af hans største bøger. Andersen og London indtog begge deres måltider i det samme spisehus og ofte sad London ved Andersens bord. Her delte Andersen ud af sine mange oplevelser om livet som guldgraver og ifølge Robert Andersen lyttede Jack London interesseret med. Senere mente Robert Andersen, at han i Jack Londons bøger, kunne gendkende nogle af de personer han havde fortalt om.

## Rentier i København
I 1910 bosatte Robert Andersen sig i København. I 1911 er han registreret som boende i Trondhjemsgade 11 på Østerbro. I 1913 flyttede han ind i en herskabslejlighed på 219 {\displaystyle m^{2}} på seks værelser i Østbanegade 13, 1.tv. lige ved Østerport Station, hvor han blev boende til sin død 32 år senere. I Robert Andersens selvangivelse fra 1914 kan det læses, at Robert Andersen opgav en formue på 250.000 kroner svarende til ca. 15 millioner nutidskroner. Om det var hele hans formue vides ikke. 
I 1913 giftede Robert Andersen sig med Julie Kathrine Jensen (kaldet Käthe), der var knap 33 år yngre end han selv. De levede et  tilbagetrukket liv i København, dog med en betydelig vennekreds fra byens øverste samfundslag. Der var dog en del presseomtale af Robert Andersens selvbiografi fra 1938 i alle de store dagblade. Derefter blev der igen stille omkring ægteparret. Den 6. december 1945 døde Robert Andersen af en lungebetændelse, som ramte den gamle krop hårdt. Han blev bisat to dage senere og den 22. december 1945 blev hans urne sat i Kolumbariet på Bispebjerg Kirkegård i København. Käthe var 61 år da Robert Andersen døde. Hun fortsatte med at bo i lejligheden i Østbanegade og levede et stille liv. I 1960 fik hun koldbrand i benet som blev amputeret. Den 17. august 1961 tog Käthe sit eget liv. 6. september samme år blev hendes aske lagt i hendes mand urne i Kolumbariet på Bispebjerg Kirkegård. 

## Erindringer - Jorden Rundt Efter Guld
I 1938 udgav Gyldendalske Boghandel – Nordisk Forlag Robert Andersens selvbiografi Jorden Rundt efter Guld. Robert Andersens navn stod som forfatter, men det var hans hustru, der ifølge samtidige interviews med Robert Andersen, havde nedskrevet hans historie. Bogen blev trykt i 5.000 eksemplarer. I 1942 udkom bogen i en norsk oversættelse.
I juniudgaven fra 1996 af det amerikanske magasin WildWest blev der bragt en oversættelse af et af kapitlerne fra Robert Andersens selvbiografi under overskriften Striking it Rich in Leadville. Kapitlet er oversat af den amerikanske historiker Walter Eherts, der dog fejlagtigt beskriver Robert Andersen som nordmand.
I 2011 udkom bogen: Guldgraveren - Danskeren der fandt Kong Salomons Miner på forlaget Gyldendal. Bogen er en genskrivning af Robert Andersens erindringer fra 1938, hvor forfatterne  har fundet nye oplysninger om Robert Andersen og de steder han besøgte.